# Ère Eiwa
L'ère Eiwa (永和) est une des ères du Japon (年号 nengō, lit. « nom de l'année ») de la Cour du Nord durant l'époque Nanboku-cho après l'ère Ōan et avant l'ère Kōryaku. Cette ère couvre la période allant du mois de février 1375 au mois de mars 1379. L'empereur siégeant à Kyoto est Go-En'yū (後円融天皇, Go-En'yū-tennō). L'empereur rival à la Cour du Sud à Yoshino durant cette période est Chōkei (長慶天皇, Chōkei-tennō).

## Contexte de l'ère Nanboku-chō

Les sièges impériaux durant l'époque Nanboku-chō sont relativement proches l'un de l'autre mais géographiquement distincts. Ils sont conventionnellement identifiés ainsi :
Capitale du nord : Kyoto
Capitale du sud : Yoshino.

Au cours de l'ère Meiji, un décret impérial daté du 3 mars 1911 établit que les monarques régnants légitimes de cette époque sont les descendants directs de l'empereur Go-Daigo par l'empereur Go-Murakami dont la Cour du Sud a été établie en exil à Yoshino, près de Nara.
Jusqu'à la fin de l'époque d'Edo, les empereurs usurpateurs (en supériorité militaire) et soutenus par le shogunat Ashikaga sont erronément inclus dans les chronologies impériales en dépit du fait incontestable que les insignes impériaux ne sont pas en leur possession.
Cette Cour du Nord illégitime est établie à Kyoto par Ashikaga Takauji.

## Changement d’ère
- 1375, aussi appelée Eiwa gannen (永和元年?) : Le nom de la nouvelle ère est créé pour marquer un événement ou une succession d'événements. La précédente ère se termine quand commence la nouvelle, en  Ōan 8.

Durant la même période, l'ère Tenju (1375–1381) est le nengō équivalent à la Cour du Sud.

## Événements de l'ère Eiwa
- 1375 (Eiwa 1, 3e mois) : Le shogun Ashikaga Yoshimitsu visite le sanctuaire Iwashimizu Hachiman-gū où il prie en public et il offre au trésor du sanctuaire une épée, une feuille d'or pour embellissement du sanctuaire et un cheval de course pour l'écurie[5].
- 1375 (Eiwa 2, 4e mois) : Pour la première fois, le shogun Shogun Yoshimitsu est autorisé à pénétrer l'enceinte des quartiers impériaux du palis impérial à  Kyoto[5].
- 1377 : Jeong Mong-ju, l'envoyé diplomatique de Goryeo rencontre Imagawa Ryōshun (en), le représentant shogunal (探題, tandai?) à Kyūshū. L'objectif de cette mission diplomatique est de commencer à négocier des mesures pour contrôler les pîrates (wakō)[6].
- 1378 (Eiwa 4, 3e mois) : Yoshimitsu s'installe dans sa nouvelle résidence à Muromachi[7] où la maison de luxe et des terres sont appelés Hana-no-Gosho[8].

| Eiwa      | 1re  | 2e   | 3e   | 4e   | 5e   |
| Grégorien | 1375 | 1376 | 1377 | 1378 | 1379 |